# Jaakko Hämeen-Anttila
Jaakko Hämeen-Anttila est un chercheur et universitaire finlandais, né le 26 février 1963 à Oulu et mort le 18 décembre 2023. Après avoir enseigné à l'université d'Helsinki, il est professeur d'arabe et d'études islamiques à l'université d'Édimbourg.
Il est un des principaux islamologues de Finlande. Il a écrit plusieurs ouvrages sur la culture islamique, l'histoire de l'islam et la poésie du monde musulman. Il traduit le Coran en finnois en 1995 et l'Épopée de Gilgamesh en 2000. Il est membre du comité de rédaction de la revue Journal of Arabic and Islamic Studies (en). Il est marié à l'écrivain et universitaire Virpi Hämeen-Anttila (en).

## Récompenses
En 2002, Hämeen-Anttila reçoit le prix Eino Leino pour sa promotion d'une vision multiculturelle de la littérature.
En 2005, son livre Islamin käsikirja (The Handbook of Islam) reçoit le prix d'État de l'information publique en Finlande.

## Publications

### Ouvrages en anglais
- (en) Jaakko Hämeen-Anttila, Materials for the Study of Ragaz Poetry, Finnish Oriental Society, 1996 (ISBN 951-9380-28-0).
- (en) Jaakko Hämeen-Anttila, A Sketch of Neo-Assyrian Grammar, State Archives of Assyrian Studies – SAAS 13, 2000.
- (en) Jaakko Hämeen-Anttila, Maqama: A History of a Genre, Harrassowitz, 2002 (ISBN 978-3-447-04591-9).
- (en) Jaakko Hämeen-Anttila, The Last Pagans of Iraq: Ibn Wahshiyya And His Nabatean Agriculture, 2006 (ISBN 90-04-15010-2).
- (en) Jaakko Hämeen-Anttila, Case Studies in Transmission, Münster, Ugarit-Verlag, 2015 (ISBN 978-3-86835-124-8).

### Ouvrages en finlandais
- (fi) Jaakko Hämeen-Anttila, Johdatus Koraaniin, Gaudeamus, 1997 (réimpr. 2006) (ISBN 951-662-924-5)
- (fi) Jaakko Hämeen-Anttila, Koraanin selitysteos, Basam Books, 1997.
- (fi) Jaakko Hämeen-Anttila, Reunamerkintöjä. Esseitä ja käännöksiä Lähi-idän kirjallisuudesta, Suomen Itämaisen Seuran suomenkielisiä julkaisuja 25, 1997.
- (fi) Jaakko Hämeen-Anttila, Jeesus, Allahin profeetta. Tutkimus islamilaisen Jeesus-kuvan muotoutumisesta, Suomen Eksegeettisen Seuran Julkaisuja 70, 1998 (réimpr. 2006).
- (fi) Jaakko Hämeen-Anttila, Islamin monimuotoisuus, Gaudeamus, 1999.
- (fi) Jaakko Hämeen-Anttila, Islam-taskusanakirja, Basam Books, 2001.
- (fi) Jaakko Hämeen-Anttila, Kaksi filosofia. Avicennan ja al-Ghazālīn omaelämäkerrat, Basam Books, 2001.
- (fi) Jaakko Hämeen-Anttila, Tiedon valtameri. Islamilaista viisautta, Basam Books, 2001.
- (fi) Jaakko Hämeen-Anttila, Uskontojen risteyksissä. Välimeren alueen uskontojen juurilla, Toim. Jaakko Hämeen-Anttila. Gaudeamus, 2001.
- (fi) Jaakko Hämeen-Anttila, Jumalasta juopuneet. Islamin mystiikan käsikirja, Basam Books, 2002.
- (fi) Jaakko Hämeen-Anttila, Todellisuuden maailmat. Runoja ja proosaa islamin mystikoilta, Basam Books, 2002.
- (fi) Jaakko Hämeen-Anttila, Islamin käsikirja, Otava, 2004.
- (fi) Jaakko Hämeen-Anttila, Tarina hullusta rakastajasta ja muita runoja (recueil de poèmes), Gummerus, 2005.
- (fi) Jaakko Hämeen-Anttila et Virpi Hämeen-Anttila, Rakkauden atlas, Otava, 2005
- (fi) Jaakko Hämeen-Anttila, Usko, Kirjapaja, 2005.
- (fi) Jaakko Hämeen-Anttila, Mare Nostrum. Länsimaisen kulttuurin juurilla, Otava, 2006.
- (fi) Jaakko Hämeen-Anttila, Inka Maukola et Mikko Viitamäki, Kirkkauteen kätketty. Al-Ghazālīn Valojen lamppusyvennys, Kirjapaja, 2007.
- (fi) Jaakko Hämeen-Anttila, Matkalla Marakandaan (recueil de poèmes), Gummerus, 2007.
- (fi) Jaakko Hämeen-Anttila et Virpi Hämeen-Anttila, Tarujen kirja. Kansojen kertomuksia läheltä ja kaukaa, Otava, 2007.
- (fi) Jaakko Hämeen-Anttila et Inka Nokso-Koivisto, Kalifien kirjastossa. Arabialais-islamilaisen tieteen historia, Avain, 2011.
- (fi) Jaakko Hämeen-Anttila, Trippi ihmemaahan. Huumeiden kulttuurihistoria, Otava, 2013.
- (fi) Jaakko Hämeen-Anttila et Venla Rossi, Nälästä nautintoihin. Ruoan tarina, Otava, 2015.

### Traductions en finlandais
- Sa'dī, Ruusutarha, Otava, 1991.
- Koraani, Basam Books, 1995.
- Mawlānā Jalalāddīn Rūmī, Ruokopillin tarinoita, Basam Books, 1995.
- Valkoisen kaupungin viisas mulla. Kertomuksia mulla Nasraddinista, Basam Books, 1996 (réimpr. 2007).
- Badī'azzaman al-Hamadhāni, Mestari Abulfathin elämä ja teot. Veijaritarinoita kalifien ajalta, Basam Books, 1997.
- Viisauden eliksiiri. Antiikin kreikkalaista viisautta arabialaisista lähteistä, Basam Books, 1997.
- Omār Khayyām, Malja mennyt maine, Basam Books, 1999.
- Ibn Isḥāq, Profeetta Muhammadin elämäkerta, Basam Books, 1999.
- Minna Tuovinen, Runoja Andalusiasta, Basam Books, 1999.
- Vain ääni jää. Kolme persialaista runoilijaa, WSOY, 1999 (réimpr. 2006).
- Gilgamesh. Kertomus ikuisen elämän etsimisestä, Basam Books, 2000.
- Kuka murhasi kyttyräselän? Tarinoita Tuhannesta ja yhdestä yöstä, Basam Books, 2001.
- Mawlānā Jalalāddīn Rūmī, Rakkaus on musta leijona, Basam Books, 2002.
- Farīdaddīn 'Attār, Lintujen matka, Basam Books, 2003.
- Hanan al-Šaikh, Kaukana Lontoossa, Gummerus, 2003.
- Hāfez, Ruusu ja satakieli, Basam Books, 2004.
- Abū Nuwās, Runoja kaduilta ja kapakoista, Basam Books, 2004.
- Abul-Alā' al-Ma'arrī, Runoja elämän tarpeettomuudesta, Basam Books, 2006.
- Adonis, Tomun taikuri, Otava, 2007.